# 解張
解張（？—？），字張侯，中国春秋时期晋国大夫，解氏，为张姓的先祖。 
前589年六月十七日，齐国、晋国鞌之战。邴夏为齐顷公驾车，逢丑父为车右。解张为晋国郤克驾车，郑丘缓为车右。
郤克受箭伤，血流到鞋上，但鼓声不断。郤克说：“我受伤了！”解张说：“交战开始，我的手和肘就被箭射穿，我折断箭杆依然驾车，左边的车轮都被染成黑红色，哪敢说受伤的事？你忍着点吧！”解张还说：“军队的耳目，在于旗子和鼓声，前进后退都应听从。这辆车由一人镇守，战事就可完成。为何为一点痛苦就败坏国君大事？身披铠甲，手执武器，就应抱定必死之心，受伤还没有死，还是尽力而为吧！”左手握着马缰，右手拿鼓槌击鼓。马奔跑不止，全军一起上去。
齐军大败，晋军追赶齐军，绕华不注山三圈。